# Andrea di Lione

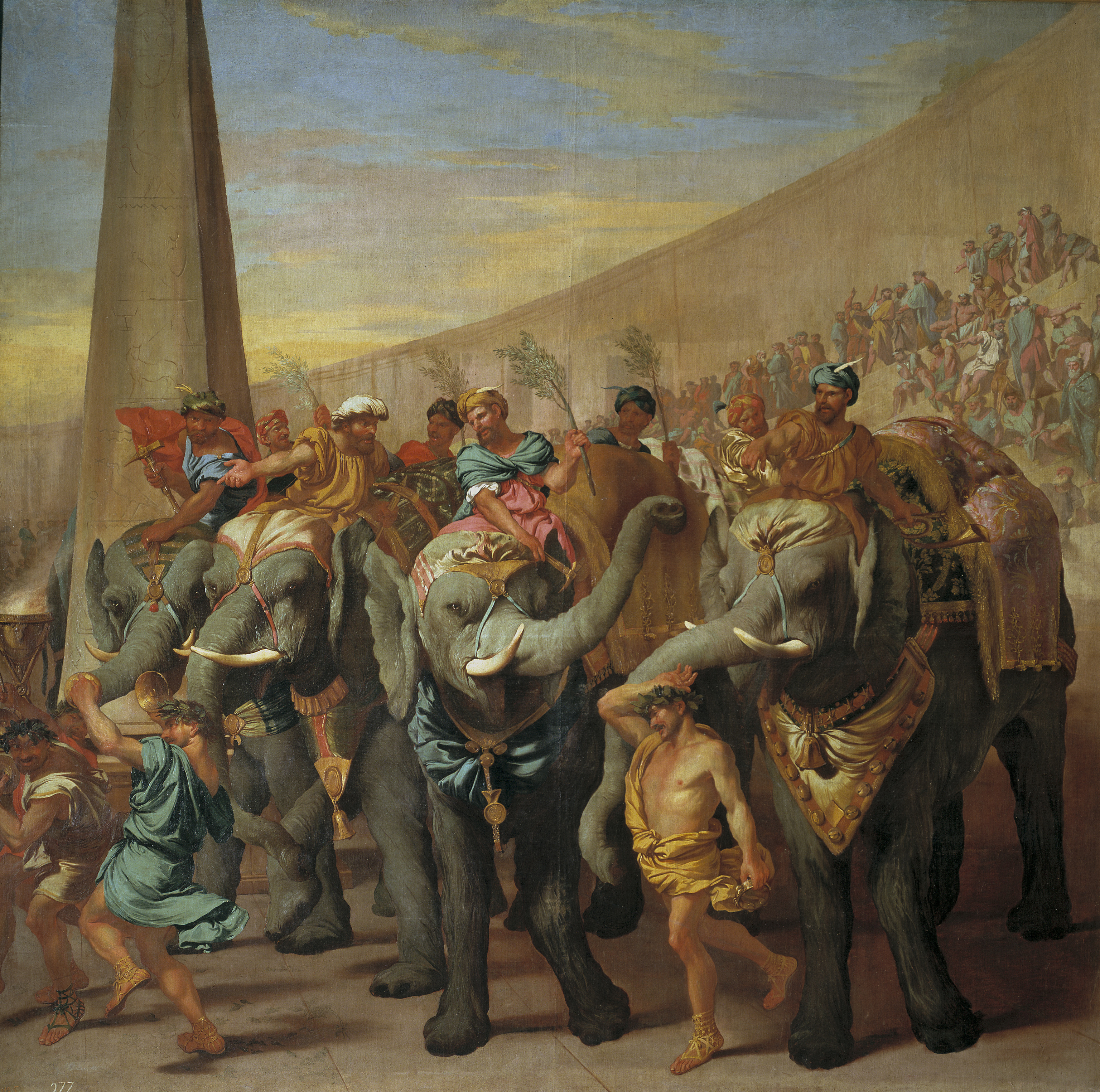
Elefantes en un circo, óleo sobre lienzo, 229 x 231 cm, Madrid, Museo del Prado.

Andrea di Lione (Nápoles, 1610 – 1685) fue un pintor barroco italiano. 

## Biografía
Lione inició su larga carrera artística como discípulo en Nápoles del pintor tardomanierista Belisario Corencio, para pasar luego al taller de Aniello Falcone. Podría además haber hecho un viaje no documentado a Roma para estudiar la pintura de Giovanni Benedetto Castiglione, il Grechetto, a quien en cualquier caso pudo conocer durante la estancia de este en Nápoles en 1635, pues es notable su influencia en el manejo del color y en las composiciones de los paisajes de Lione, como se aprecia en el paisaje con la Lucha de Jacob con el ángel del Museo del Prado, una de las escasas obras firmadas por Lione que se han conservado y fundamental para fijar su estilo, atribuida a Castiglione en el pasado.
También con atribución a Castiglione ingresó en el Museo del Prado Elefantes en un circo, una de las pinturas de la historia de Roma antigua que hacia 1634 contrató el virrey de Nápoles conde de Monterrey con diversos artistas napolitanos, entre ellos Aniello Falcone, con destino a la decoración del nuevo Palacio del Buen Retiro en Madrid. El cuadro, ahora considerado obra de Andrea di Lione, se inscribe en una serie de dieciséis pinturas (de las que se conservan catorce) dedicadas a las diversiones públicas o pompa circensis, a la que pertenecen también las dos obras con las que su maestro contribuyó al extenso encargo: Soldados romanos en el circo y Atletas romanos, ambas en el Prado.